# سيرجيو رودريغوس (صحفي)
سيرجيو رودريغوس (بالبرتغالية: Sérgio Rodrigues‏) هو صحفي برازيلي، ولد في 1962 في مورياي في البرازيل.

## وصلات خارجية
- الموقع الرسمي